# Tiin
Tiin foi um canal de televisão por assinatura de origem mexicana, propriedade da Televisa Networks que emite programas, séries e telenovelas de corte infantil e juvenil. Neste sinal, são transmitidas séries e produções independentes e originais da Televisa, bem como produções estrangeiras transmitidas em versão dublada em espanhol. O canal começou suas transmissões em 5 de setembro de 2011, substituindo o antigo canal da American Network e encerrou suas transmissões em 14 de julho de 2019.

## Origem
O projeto foi lançado em março de 2011, para transmissão, produção e comercialização de séries em toda a América Latina. O canal transmite séries e telenovelas para crianças e adolescentes. O programa consiste em telenovelas infantis no período 1996-2010, séries animadas como o desenho animado El Chavo Animado, shows como Pequeños Gigantes, e programas originais do canal como Chistiin ou Q-Riosos. Em 2014, começou a transmitir mais séries animadas, como Jackie Chan e Max Steel, e reduziu as telenovelas a duas. Em novembro do mesmo ano, ele transmitiu seu primeiro anime, Crayon Shin-chan (anteriormente transmitido pela Animax Latinoamerica), substituindo The Haunting Hour. Em 14 de Julho de 2019, o canal é extinto.

## Programas

### Atualmente
| Título                          | Data de estreia       |
| El Chavo animado                | 5 de setembro de 2011 |
| Movie TiiN Time                 | 5 de setembro de 2011 |
| Gladiadores                     | 2012                  |
| The Haunting Hour: La Serie     | 2013                  |
| El Chavo del Ocho               | 2 de dezembro de 2013 |
| La CQ                           | 2015                  |
| El Chapulín Colorado Animado    | 3 de agosto de 2015   |
| Chistiin                        | 7 de maio de 2018     |
| Agujetas de color de rosa       | 3 de setembro de 2018 |
| Corazones al límite             | 1 de outubro de 2018  |
| Clifford The Big Red Dog (2019) | 21 de outubro 2020    |

### Anteriormente
- Muchachitas como tú  (4 de dezembro de 2017 - 18 de maio de 2018)
- Alegrijes y rebujos (2012-2013; 2017)
- El Mundo de Beakman (2014-2016)
- La Fea Más Bella (2011-2013 e 2016)
- Niní (2011)
- Amigas y Rivales (2017-2018)
- Atrévete a Soñar (2011-2012 e 2016-2018)
- Atracción x4 (2011-2012)
- The Haunting Hour: La Serie (2013-2015 e 2017-2018)
- Patito Feo (2013-2014)
- Gotita de Amor (2011-2012)
- Sueños y Caramelos (26 de janeiro de 2015 - 7 de agosto de 2015)
- Misión S.O.S. (2013)
- Cómplices al Rescate (2013-2014)
- El Diario de Daniela (2012; 2017-2018)
- El Niño que vino del Mar (2013)
- El Hombre Araña: La Serie (2013-2014 e 2015)
- Las Aventuras de Jackie Chan (2013-2014 e 2015)
- Hombres de Negro: La Serie (2013-2014 e 2015)
- El juego de la vida
- Al diablo con los guapos (2012-2013)
- Max Steel 2013 (2014-2015 e 2016)
- Yo amo a Juan Querendon (2011-2016)
- Glumpers
- Lola, Érase una Vez (2014-2015)
- Sueña Conmigo (2015)
- Una Luz en el Camino
- Cuento de Navidad (2012-2013; 2017)
- Amigos x Siempre
- Aventuras en el Tiempo
- Carita de Ángel (2011-2012 y 2015-2016)
- La Maga (2015)
- Atraviesa el Muro (2013-2016)
- El Campamento de Bindi (2013-2016)
- Los 15 que soñé Pop (2011-2014)
- Hasta que el dinero nos separe (2011-2014)
- Top Tiin (20 de agosto de 2012 - 5 de junho de 2016)
- Tiin Magazine (23 de novembro de 2014 - 4 de junho de 2016)
- Q-Riosos (5 de setembro de 2011 - 18 de junho de 2016)
- De Pocas, Pocas Pulgas (8 de fevereiro de 2016 - 24 de junho de 2016)
- Apuéstale a la Vida (8 de fevereiro de 2016 - 1 de julho de 2016)
- María Belén (27 de junho de 2016 - 28 de outubro de 2016)
- Camaleones (4 de julho de 2016 - 6 de janeiro de 2017)
- Rebelde (2012-2013; 2017-2018)
- Pablo y Andrea (31 de outubro de 2016 - 17 de março de 2017)
- Los Secretos de la Mansión Embrujada del Guardián de la Cripta 2014 - 2016
- Carrusel (11 de abril de 2016 - 31 de março de 2017)
- Shin-chan (10 de novembro de 2014 - 9 de julho de 2017)
- Amy, la niña de la Mochila Azul (2013 e 2017)
- ¡Vivan los Niños! (2012-2013; 2017)
- Miss XV (2015-2016; 2017)
- Primer Amor a 1000 X Hora (1 de janeiro de 2018 - 4 de maio de 2018)
- El abuelo y yo (15 de janeiro de 2018 - 4 de maio de 2018)
- Clase 406 (1 de janeiro de 2018 - 28 de setembro de 2018)